# Inglaterra e Gales
Inglaterra e Gales são ambos nações constituintes do Reino Unido que partilhavam o mesmo sistema jurídico, o direito inglês, mas a atual interpretação das leis britânicas por juristas galeses vem sendo apelidada como Direito Galês moderno. Legislativamente, integram uma unidade para os conflitos legais. Durante a evolução do Reino Unido, Gales era considerado um principado, o Principado de Gales, mais que um país incorporado, apesar de constituir um país separado dos pontos de vista étnico e cultural. O Senedd Cymru foi criado em 1999 pelo Parlamento do Reino Unido sob a Lei de Governo de Gales de 1998, que lhe atribuiu certo grau de autogoverno, incluindo poderes para emendar o Direito Inglês. Esses poderes foram ampliados através da Lei de Governo de Gales de 2006. Atualmente, Gales tem poder executivo e governo próprios - separados do poder legislativo - e o Senedd Cymru pode agora propor e aprovar as suas próprias leis e legislação pertinente a realidade galesa.